# Stalingrad (film, 2001)
Pour les articles homonymes, voir Stalingrad (homonymie).
Pour plus de détails, voir Fiche technique et Distribution.
Stalingrad ou L'ennemi aux portes au Québec et en Ontario (Enemy at the Gates) est un film multinational réalisé par Jean-Jacques Annaud, sorti en 2001.

## Synopsis

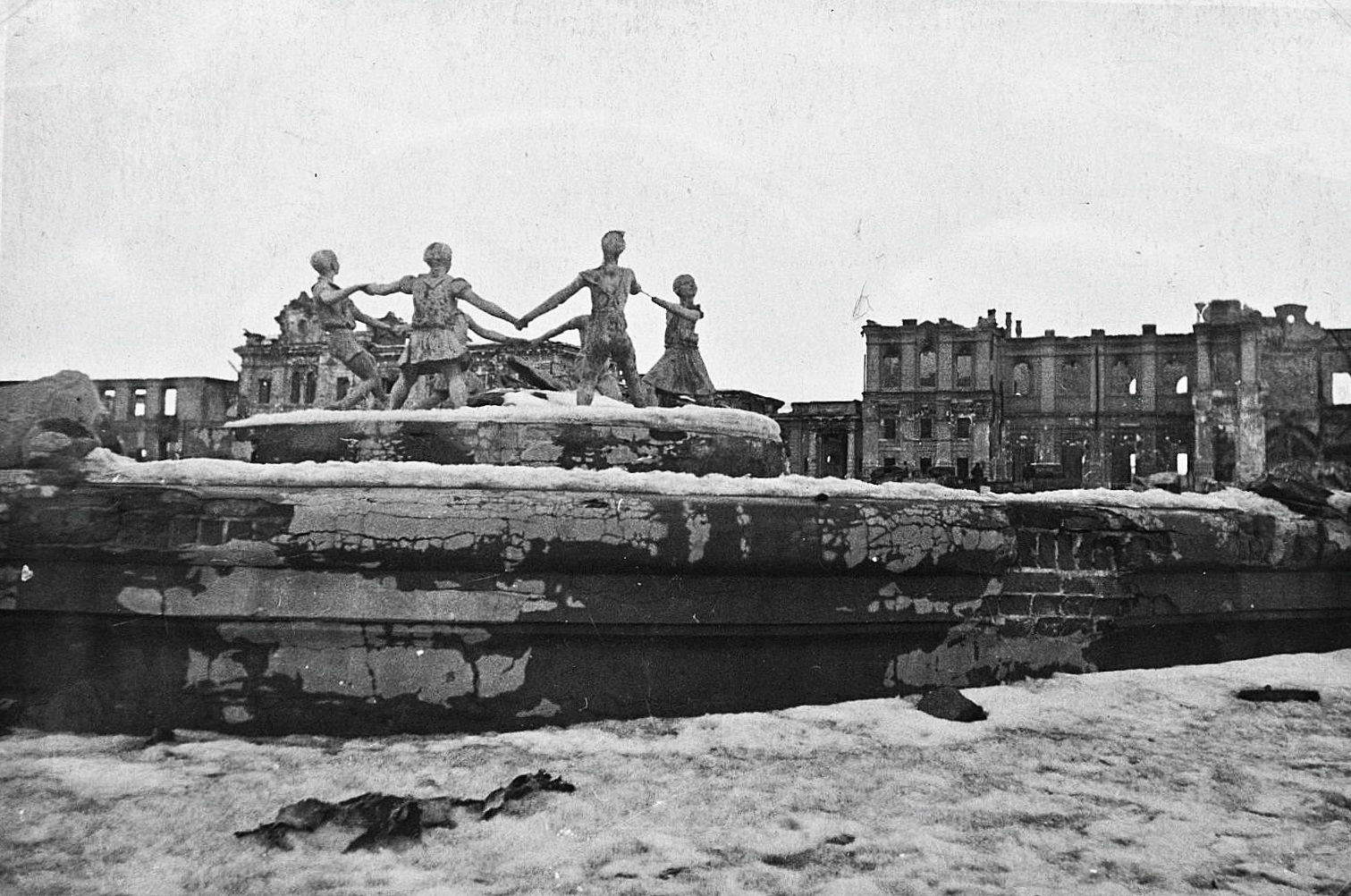
Fontaine de la place photographié en 1943.

L'affrontement entre deux tireurs d'élite est instrumentalisé par la propagande de leurs camps respectifs, soviétique et nazi, tout au long de la bataille de Stalingrad.
Vassili Zaïtsev est un jeune tireur d'élite. Pendant le siège de Stalingrad, il rencontre Danilov, un officier politique de l'Armée rouge, auquel il démontre ses talents en tuant des Allemands, notamment des officiers, avec des tirs de fusils rapides et précis. Danilov propose au commandement de faire de Vassili un héros, une idole, pour redonner espoir aux hommes, en publiant ses exploits. En riposte, l'état-major allemand dépêche son meilleur tireur d'élite, le major König. Au cœur de la bataille de Stalingrad, une traque s'engage alors entre les deux héros. La bataille, ainsi que l'état de grâce de Vassili auprès du commissaire politique, semblent suspendus à l'issue du duel.
Sacha est un garçon soviétique qui connaît König et Vassili. Il travaille pour Danilov et donne des informations tronquées à König, qui aident Vassili. König finit par comprendre que le garçon travaille pour les Soviétiques et le pend. Vassili et Danilov font la connaissance de Tania Tchernova, Danilov pense entamer une relation avec elle, mais lorsqu'il se rend compte que c'est Vassili qui bénéficie de ses faveurs, il envoie une lettre à ses supérieurs pour dénoncer un comportement défaitiste de Vassili. Peu après, Tania est frappée par un éclat d'obus. La pensant morte, Danilov regrette d'avoir trahi son ami. Il décide alors d'aider Vassili en s'exposant à découvert, pour que König lui tire dessus et ainsi révèle sa position. Danilov meurt d'une balle dans la tête, et lorsque König sort de sa cachette et s'approche pour constater l'état de la victime, Vassili le tue à son tour d'une balle dans la tête.
Tania survit finalement à sa blessure et Vassili la retrouve dans un hôpital.

## Fiche technique
- Titre original : Enemy at the Gates
- Titre français : Stalingrad
- Titre québécois : L'ennemi aux portes
- Réalisation : Jean-Jacques Annaud
- Scénario : Jean-Jacques Annaud et Alain Godard, inspirés par le livre Enemy at the Gates: The Battle for Stalingrad (en) de William Craig (en) paru en 1973
- Musique : James Horner
- Décors : Wolf Kroeger
- Costumes : Janty Yates
- Photographie : Robert Fraisse
- Montage : Noëlle Boisson, Humphrey Dixon
- Effets spéciaux : John Evans
- Production : Jean-Jacques Annaud, John D. Schofield
- Sociétés de production :
  -  États-Unis : Paramount Pictures, Mandalay Pictures
  -  Allemagne : KC Medien, MP Film Management
  -  France : Reperage
  -  Royaume-Uni : Swanford Films
  -  Irlande : Little Bird
- Distribution :
  -  Allemagne : Constantin Film (cinéma), BMG Video (VHS), Universum Film (DVD)
  -  États-Unis : Paramount Pictures (cinéma) et Paramount Home Video (DVD et VHS)
  -  France : Pathé
- Budget : 68 millions de dollars
- Pays d'origine :  France,  Allemagne,  États-Unis,  Irlande,  Royaume-Uni
- Langues de tournage : anglais, allemand et russe
- Format : couleurs (DeLuxe) - 2,35:1 (Super 35) - Dolby Digital et DTS - 35 mm
- Genre : guerre
- Durée : 131 minutes
- Dates de sortie[1] :
  -  Allemagne : 7 février 2001 (avant-première à la Berlinale 2001)
  -  France,  Belgique : 14 mars 2001
  -  États-Unis,  Canada,  Royaume-Uni : 16 mars 2001

## Distribution
- Jude Law (VF : Frédéric Deban, VQ : Sébastien Ventura) : Vassili Zaïtsev
- Rachel Weisz (VF : Catherine Le Hénan, VQ : Anne Bédard) : Tania Tchernova
- Joseph Fiennes (VF : Éric Herson-Macarel, VQ : Antoine Durand) : le commissaire Danilov
- Bob Hoskins (VF : Jacques Frantz, VQ : Yves Massicotte) : Nikita Khrouchtchev
- Ed Harris (VF : Richard Darbois, VQ : Jean-Marie Moncelet) : le major Erwin König
- Ron Perlman (VF : Luc Florian, VQ : François L'Écuyer) : Koulikov
- Eva Mattes : madame Filipova
- Gabriel Thomson (en) : Sasha Filippov
- Matthias Habich (VF : Henri Poirier) : le général Friedrich Paulus
- Holger Handke: L'aide de camp de Friedrich Paulus
- Sophie Rois : Ludmila
- Ivan Shvedoff : Volodja
- Mario Bandi : Anton
- Hans-Martin Stier : le général soviétique suicidé
- Clemans Schick : le sous-officier allemand
- Mikhail Matveev : le grand-père de Vassili
- Alexander Schwan : Vassili enfant
- Dan van Husen : l'officier politique
- Thomas Petruo : le lieutenant de l'unité zagradotriad
- Lenn Kudrjawizki : le camarade dans le train
- Gennadi Vengerov : le sous-officier soviétique
- Hendrik Arnst (de) : le colonel sous la douche
- Claudius Freyer : l'aide de camp
- Dietmar Nieder : le capitaine blond
- Bernd Lambrecht : le capitaine au briquet
- Maxim Kovalevski : le tireur embusqué

## Bande originale
La musique du film est composée par James Horner, qui avait déjà collaboré avec Jean-Jacques Annaud pour Le Nom de la rose (1986).
Certains éléments de la bande originale du film sont empruntés à des compositeurs russes. Ainsi, le thème de trompette apparaissant de manière récurrente tout au long du film serait emprunté à la Première Symphonie de Sergueï Rachmaninov. Un court passage de la bande originale (situé lors de l'ultime apparition du commissaire du peuple Danilov) est clairement emprunté au début de la Symphonie no 11 de Dmitri Chostakovitch. Le thème de Vassili et Tania ferait, quant à lui, penser au thème de La Liste de Schindler, composé par John Williams.
| Liste des titres | Liste des titres                 | Liste des titres | Liste des titres | Liste des titres | Liste des titres | Liste des titres | Liste des titres | Liste des titres | Liste des titres |
| No               | Titre                            | Compositeur      | Durée            |                  |                  |                  |                  |                  |                  |
| ---------------- | -------------------------------- | ---------------- | ---------------- | ---------------- | ---------------- | ---------------- | ---------------- | ---------------- | ---------------- |
| 1.               | The River Crossing to Stalingrad | James Horner     | 15:13            |                  |                  |                  |                  |                  |                  |
| 2.               | The Hunter Becomes the Hunted    | James Horner     | 5:53             |                  |                  |                  |                  |                  |                  |
| 3.               | Vassili's Fame Spreads           | James Horner     | 3:40             |                  |                  |                  |                  |                  |                  |
| 4.               | Koulikov                         | James Horner     | 5:13             |                  |                  |                  |                  |                  |                  |
| 5.               | The Dream                        | James Horner     | 2:35             |                  |                  |                  |                  |                  |                  |
| 6.               | Bitter News                      | James Horner     | 2:38             |                  |                  |                  |                  |                  |                  |
| 7.               | The Tractor Factory              | James Horner     | 6:43             |                  |                  |                  |                  |                  |                  |
| 8.               | A Sniper's War                   | James Horner     | 3:25             |                  |                  |                  |                  |                  |                  |
| 9.               | Sacha's Risk                     | James Horner     | 5:37             |                  |                  |                  |                  |                  |                  |
| 10.              | Betrayal                         | James Horner     | 11:28            |                  |                  |                  |                  |                  |                  |
| 11.              | Danilov's Confession             | James Horner     | 7:13             |                  |                  |                  |                  |                  |                  |
| 12.              | Tania (End Credits)              | James Horner     | 6:53             |                  |                  |                  |                  |                  |                  |
| 76:31            |                                  |                  |                  |                  |                  |                  |                  |                  |                  |

## Tournage
Le film fut entièrement tourné en Allemagne, en Bavière et aussi dans le Brandebourg, notamment aux Studios de Babelsberg et dans la caserne de Krampnitz à Potsdam, ainsi que l'usine à chaux de Rüdersdorf.

## Commentaires
L'histoire de ces deux ennemis s'inspire de l'affrontement entre Vassili Zaïtsev, héros de la Grande guerre patriotique russe et à qui ont été attribués 242 ennemis abattus[réf. nécessaire], et son rival allemand, le major Heinz Thorvald, maître instructeur des tireurs d'élite allemands, envoyé à Stalingrad pour tuer celui qui était devenu un des symboles de la résistance soviétique face à la Wehrmacht. L'existence de ce major Thorvald fait l'objet d'un débat, certains historiens avançant qu'il aurait été créé par la propagande soviétique pour accroître le prestige de Zaïtsev.

### Erreurs
On voit deux tourelles de T-34/85 sur le train au début du film (en septembre 1942). Or le T-34/85 date de 1944.
Lors de la réception organisée par Nikita Khrouchtchev pour Zaïtsev, on peut entendre l'hymne de l'Union soviétique, or en 1942 c'est L'Internationale qui faisait office d'hymne national de l'URSS. L'hymne de l'Union soviétique est devenu l'hymne national du pays le 15 mars 1944.
Le personnage de Sacha Filippov est grandement modifié par rapport à la réalité : dans le film il a une dizaine d'années alors qu'en réalité il a dix-sept ans. En outre, dans le film, il donne des renseignements aux Allemands pour de la nourriture et des informations aux Soviétiques pour aider Vassili Zaïtsev, En réalité, il ne donnait pas de renseignements aux Allemands et obtenait des informations pour les Soviétiques du fait qu'il était cordonnier pour les Allemands et non parce qu'on lui en donnait en contrepartie de la nourriture.
L’existence du major Erwin König est contestée.
Vassili Zaïtsev était militaire depuis 1936 et était déjà sous-lieutenant en arrivant à Stalingrad, et non un simple soldat inexpérimenté comme le film le montre.
Une fois de plus, comme dans de nombreux livres ou documentaires, le commandant en chef allemand est appelé « von Paulus ». En réalité son nom est Friedrich Paulus.

## Accueil

### Audience
Sur la base de 137 critiques collectées par Rotten Tomatoes, le film a reçu une note d'approbation de 54 % des critiques avec une note moyenne pondérée de 5,7⁄10. Les critiques ont été résumées comme « Atmosphériques et passionnantes, Stalingrad a le bon aspect de la guerre. Cependant, l'histoire d'amour semble hors de propos ». Sur Metacritic, qui attribue une note normalisée, a calculé un score moyen de 53⁄100, basé sur 33 évaluations.
L'accueil en France est un peu plus enthousiaste, puisque pour 24 critiques, le site Allociné lui attribue une moyenne de 3.3⁄5

### Critique presse
L'année de sa sortie en France, Les Inrockuptibles nuance sa critique expliquant que le film n'est pas sérieux malgré les quelques jolies scènes de snipers. La Dépêche reproche au film d'atténuer la réalité de la Bataille de Stalingrad en se concentrant ainsi sur deux snipers. La Libre parle quant à elle d'un film épique à la manière des westerns de Sergio Leone. Télérama le qualifie de reconstitution minutieuse mais sans âme de la célèbre bataille. Le Monde n'apprécie pas que le film adopte les codes du cinéma hollywoodien. Le Parisien évoque un grand film de guerre reconstituant un évènement historique de la Seconde Guerre mondiale. Le Temps se demande si ce film ne banalise pas la mémoire liée à la guerre en ne se concentrant ainsi que sur deux soldats ennemis. Vingtième Siècle. Revue d'histoire affirme que malgré les erreurs historiques du film, cela reste une très bonne histoire d'amour et de rivalité.
En 2022, Marianne le classe à la 2e position dans les 5 meilleurs film de Jean-Jacques Annaud.

### Box-office
Malgré son grand budget de 68 000 000 dollars, le film a réussi à rembourser son budget en ramassant en Amérique du Nord 51 401 758 dollars et en totalisant au niveau mondial 96 976 270 dollars.
En France, le film est un grand succès avec 1 108 034 entrées.
| Pays ou région    | Box-office        | Date d'arrêt du box-office | Nombre de semaines |
| ----------------- | ----------------- | -------------------------- | ------------------ |
| États-Unis Canada | 51 401 758 $      | -                          | -                  |
| France            | 1 108 034 entrées | -                          | -                  |
| Total mondial     | 96 976 270 $      | -                          | -                  |

## Jeux vidéo
La série Call of Duty rend hommage au film à trois occasions. Dans le premier opus, la campagne soviétique s'ouvre sur une scène similaire à celle du film : les troupes russes traversent la Volga en étant mitraillées par l'aviation allemande, après quoi le joueur atteint la ville où des officiers soviétiques distribuent des fusils et des munitions. Dans le second, lors de la campagne russe, le joueur joue un soldat russe prénommé Vassili, lors des missions à Stalingrad.
Le RTS Company of Heroes 2 rend également hommage au film à travers une cinématique de la campagne reprenant la quasi-intégralité des plans du franchissement du fleuve et des hommes qui montent à l'assaut le tout en image de synthèse gérées par le moteur du jeu lors de l'introduction de la campagne soviétique à Stalingrad.
Dans le cinquième opus, Call of Duty: World at War, une mission est en partie inspirée du film. Le joueur contrôle un tireur d'élite russe muni d'un Mosin-Nagant (l'arme de Vassili) et tente d'abattre un général allemand avec l'aide d'un sergent soviétique.
Dans le jeu Alliance of Valiant Arms, le personnage de Vassili Zaïtsev est jouable en hommage au célèbre soldat soviétique.